# 間接雇用
間接雇用（かんせつこよう）とは企業による労働者の雇用方式の一つ。
企業が労働者を雇用する場合に、従来のように自社の人事部が正社員、契約社員、パートタイマーなどという形で募集をして採用するのではなく、派遣会社に労働者の派遣を依頼したり、自社の業務を請負会社に代行させる形態である。この場合の労働者の身分は「派遣社員」や「請負社員」などという形になる。間接雇用を行う事で企業は労働者の人事管理や社員教育を行う必要がなくなり、社会保険や雇用保険や退職金の負担をゼロにする事ができ、残業手当や有給休暇を与える必要もなくなり、自社の都合で容易に解雇することができるなど、人件費を大幅に節約できるようになる。
業務請負では依頼側が請負社員に直接指示する事は法で禁止されており、請負企業の正社員が請負社員を配置したり指示をすることになっていたものの、ビジネス・レーバー・トレンド2005年2月号によると、依頼側の正社員が直接請負労働者の割り当てや指示を行っていた所が5～9割であったとの事。製造現場の間接雇用は請負社員のみとされていたものの、2004年3月からは法改正され製造現場でも派遣社員が働けるようになり、派遣社員に対しては直接配置したり指示したりできるため、製造現場では派遣社員が間に立つという形で、正社員が派遣社員に指示をし、派遣社員が請負社員に指示をするという複雑な形態で業務が行われるようになっている例もある。